# Omia (distrito)
Omia é um distrito peruano localizado na Província de Rodríguez de Mendoza, departamento Amazonas. Sua capital é a cidade de Omia.

## Transporte
O distrito de Omia é servido pela seguinte rodovia:
- PE-8C, que liga a cidade de Jazan ao distrito de Soritor (Região de San Martín[2][3][4]